# Inape
Inape là một chi bướm đêm thuộc họ Tortricidae.

## Các loài
- Inape asymmetra  Razowski & Pelz, 2006
- Inape auxoplaca  (Meyrick, 1926)
- Inape bicornis  Razowski, 1999
- Inape biremis  (Meyrick, 1926)
- Inape cateres  Razowski & Pelz, 2006
- Inape celypha  Razowski & Pelz, 2006
- Inape centrota  Brown & Razowski, 2003
- Inape cinnamobrunnea  Razowski & Pelz, 2006
- Inape circumsetae  Brown & Razowski, 2003
- Inape clarkeana  Brown & Razowski, 2003
- Inape commoda  Razowski & Pelz, 2006
- Inape elegans  Razowski & Pelz, 2006
- Inape eparmuncus  Razowski & Pelz, 2006
- Inape epiphanes  Razowski & Pelz, 2006
- Inape extraria  Razowski & Pelz, 2006
- Inape geoda  Razowski & Pelz, 2006
- Inape homeotypa  Razowski & Pelz, 2006
- Inape homologa  Razowski & Pelz, 2006
- Inape homora  Razowski & Pelz, 2006
- Inape iantha  (Meyrick, 1912)
- Inape incarnata  Razowski & Pelz, 2006
- Inape laterosclera  Razowski & Pelz, 2006
- Inape luteina  Razowski & Pelz, 2006
- Inape papallactana  Razowski, 1999
- Inape penai  Razowski, 1988
- Inape polysparta  Razowski & Pelz, 2006
- Inape pompata  Razowski & Pelz, 2006
- Inape porpax  Razowski & Pelz, 2006
- Inape pseudocelypha  Razowski & Pelz, 2006
- Inape reductana  Brown & Razowski, 2003
- Inape semuncus  Razowski, 1997
- Inape sinuata  Brown & Razowski, 2003
- Inape sororia  Razowski & Pelz, 2006
- Inape uncina  Razowski & Pelz, 2006
- Inape xerophanes  (Meyrick, 1909)